# Odèn
Odèn ist eine spanische Gemeinde (municipio) der Provinz Lleida im Innern der autonomen Region Katalonien. Pinós hat 230 Einwohner (Stand: 2024). Die Gemeinde besteht neben Odèn aus den Ortschaften Cambrils, Canalda, Llinars, El Montnou, La Móra Comdal, El Racó, El Sálzer und La Valldan.

## Lage
Odèn liegt etwa 75 Kilometer nordöstlich von Lleida und etwa 80 Kilometer nordwestlich von Barcelona in den Pyrenäen in einer Höhe von ca. 1290 m. 

## Bevölkerungsentwicklung
| Jahr        | 1900 | 1950 | 1970 | 1981 | 1991 | 2001 | 2011 | 2021 |
| ----------- | ---- | ---- | ---- | ---- | ---- | ---- | ---- | ---- |
| Einwohner   | 615  | 622  | 489  | 390  | 302  | 280  | 273  | 252  |
| Quelle: INE |      |      |      |      |      |      |      |      |

## Sehenswertes

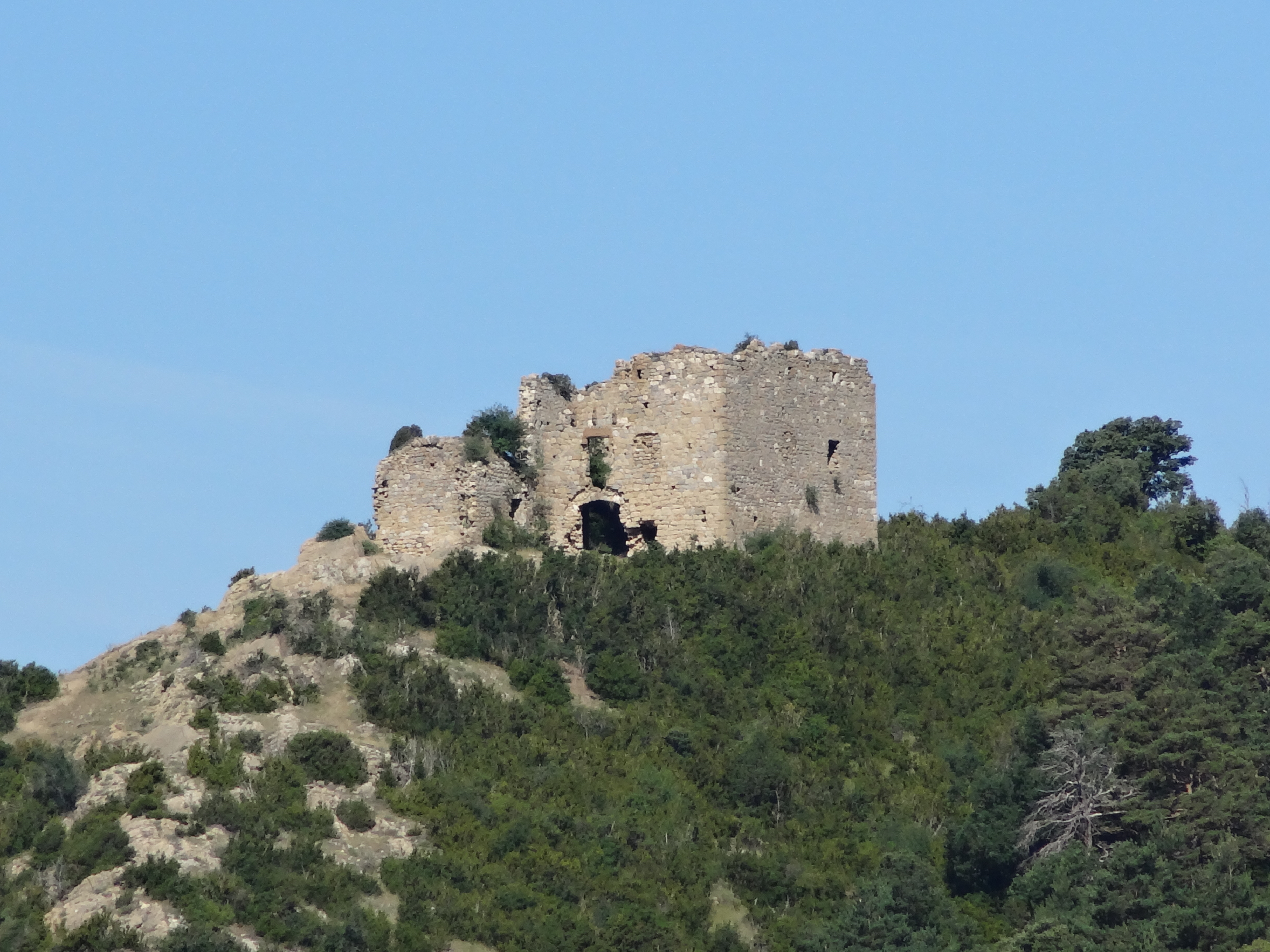
Burgruine von Odèn
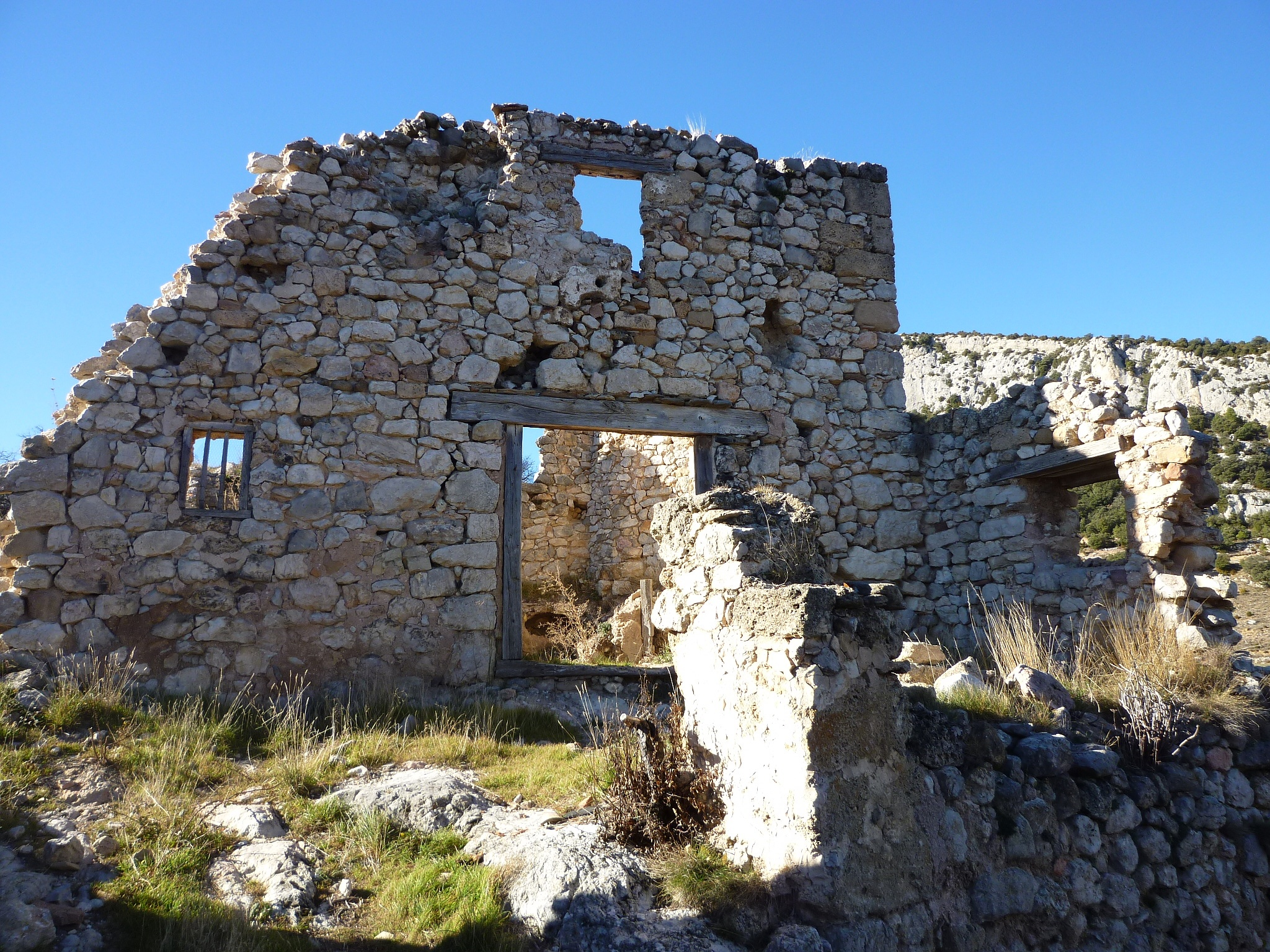
Burgruine von Cambrils
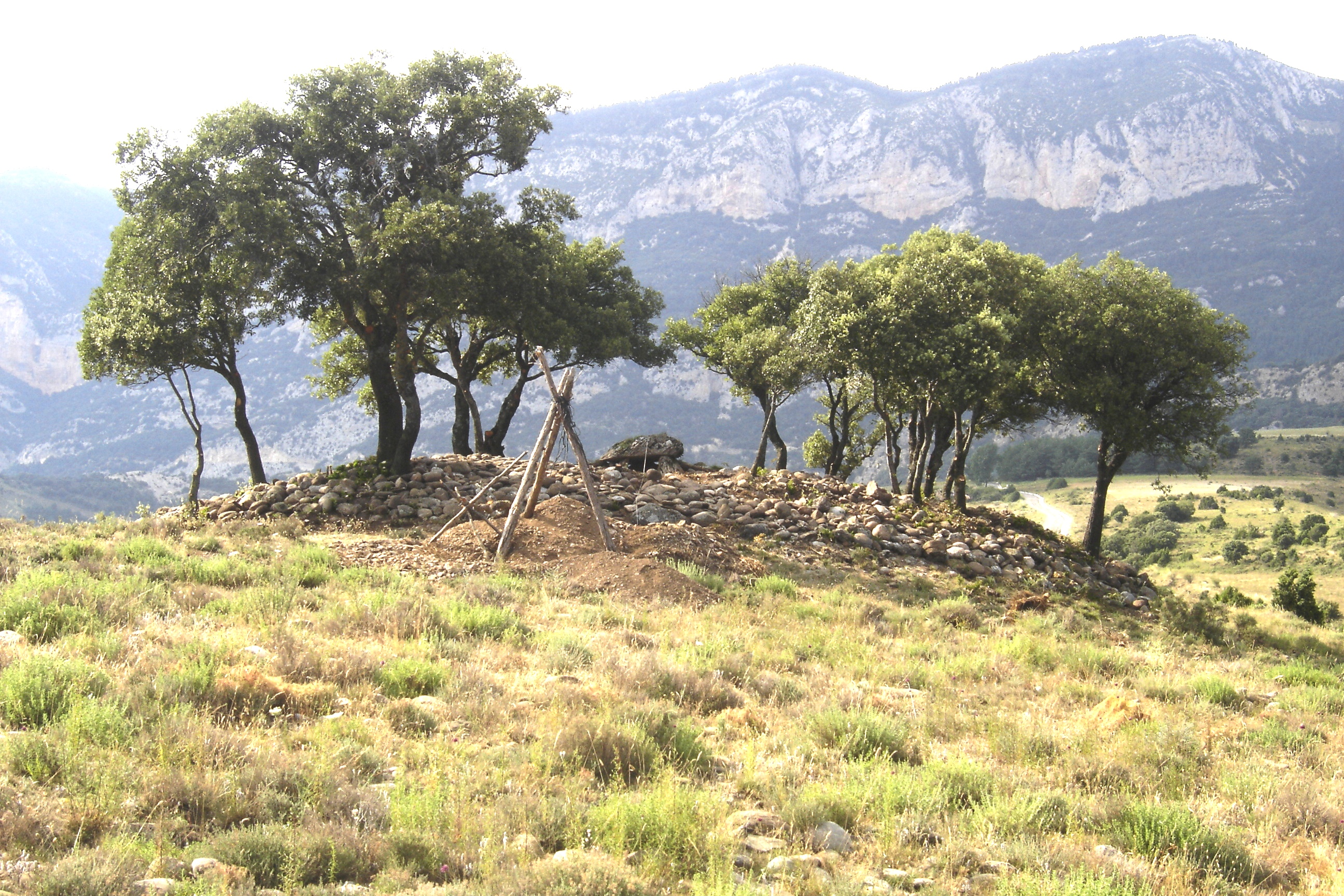
Caixa del Moro
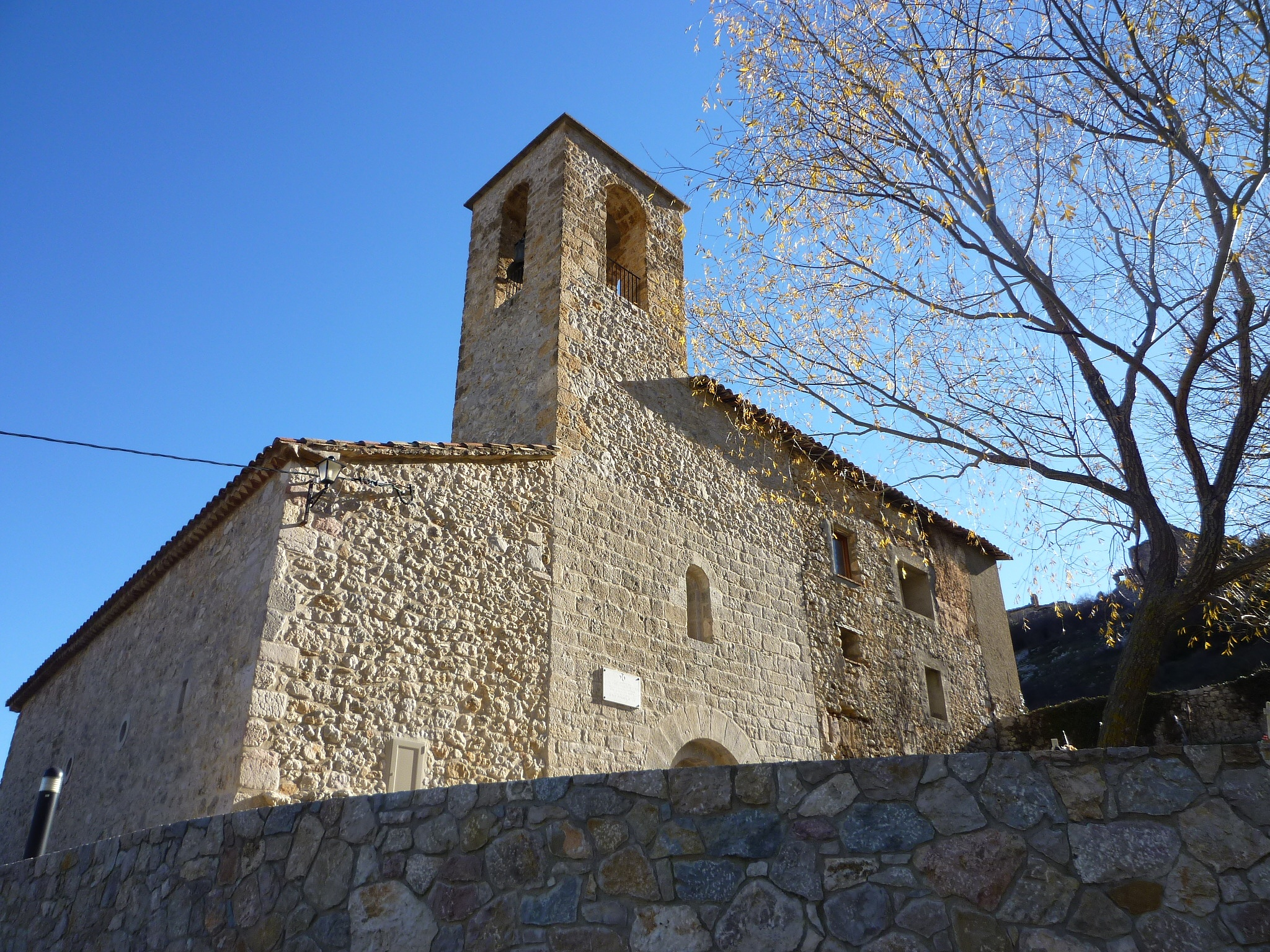
Martinskirche in Cambrils

- Burgruine von Odèn
- Burgruine von Cambrils
- Caixa del Moro
- Martinskirche